# 善財童子
善財童子（ぜんざいどうじ、Sudhanakumâra）は、『華厳経入法界品』、『根本説一切有部毘奈耶薬事』などの仏教説話に登場する人物。

## 概要
『華厳経入法界品』は善財童子が仏道修行をするという内容で広く知られている。

### 華厳経
『華厳経入法界品』に於いて、インドの長者の子に生まれたが、ある日、仏教に目覚めて文殊菩薩の勧めにより、様々な指導者（善知識）53人を訪ね歩いて段階的に修行を積み、最後に普賢菩薩の所で悟りを開くという、菩薩行の理想者として描かれている。
善知識の中には比丘や比丘尼のほか外道（仏教徒以外の者）、遊女と思われる女性、童男、童女も含まれている。

#### 派生作品
昔からこの様子が多くの絵や詩歌に描かれており、日本では、明恵上人高弁による善財童子の讃嘆が有名であり、また東大寺には『華厳五十五所絵巻』、『華厳海会善知識曼荼羅図』などが現存している。金沢文庫に『善財童子華厳縁起』がある。

##### 東海道五十三次
一説には、江戸時代に整備された東海道五十三次の五十三の宿場は、善財童子を導く五十三人の善知識の数にもとづくものとされる。

### 根本説一切有部毘奈耶薬事
ジャータカ（本生経）の１つ『根本説一切有部毘奈耶薬事』によれば善財童子は曠野国に攻め入った時、通りかかった薬叉（夜叉、王は毘沙門天（クベーラ）部下はパーンチカ（鬼子母神の夫）ら）の援軍をえたという。

### 西遊記
明代に集大成された西遊記では善財童子は紅孩児が観音菩薩に帰依した後の名とされる。